# Tom Sandberg
Tom Sandberg (Mo i Rana, 6 de agosto de 1955) es un deportista noruego que compitió en esquí en la modalidad de combinada nórdica.
Participó en tres Juegos Olímpicos de Invierno, obteniendo una medalla de oro en Sarajevo 1984, en la prueba individual, el octavo lugar en Innsbruck 1976 y el cuarto en Lake Placid 1980, en la misma prueba.
Ganó tres medallas en el Campeonato Mundial de Esquí Nórdico, en los años 1982 y 1984.

## Palmarés internacional
| Juegos Olímpicos   | Juegos Olímpicos      | Juegos Olímpicos  | Juegos Olímpicos          |
| Año                | Lugar                 | Medalla           | Prueba                    |
| ------------------ | --------------------- | ----------------- | ------------------------- |
| 1984               | Sarajevo (Yugoslavia) | Medalla de oro    | TN + 15 km individual     |
| Campeonato Mundial |                       |                   |                           |
| Año                | Lugar                 | Medalla           | Prueba                    |
| 1982               | Oslo (Noruega)        | Medalla de oro    | TN + 15 km individual     |
| 1982               | Oslo (Noruega)        | Medalla de bronce | TN + 3 × 10 km por equipo |
| 1984               | Rovaniemi (Finlandia) | Medalla de oro    | TN + 3 × 10 km por equipo |